# Фесенко Юхим Іванович
Юх́им Фесéнко (1850, Головеньки Борзенського повіту — 1926) — український друкар і видавець, нобілітований малоросійський козак. 
1883 — заклав в Одесі друкарню, видавав серед іншого ікони, лубкові картини в українському стилі, листівки з текстами народних пісень і нотами, ілюстровані мистцем Амвросієм Ждахою та книги етнографічно-побутового змісту («Весілля» Миколи Лисенка). Продукція друкарні розповсюджувалася не тільки на території України, а також відправлялася у Болгарію, Сербію, Синай і Єрусалим, деякі примірники відправилися до Греції та Риму.
Відомий зі соціально-поступового ставлення до працівників своєї друкарні й видавництва.

## Вшанування пам'яті
28 квітня 2016 року відповідно до закону України «Про засудження комуністичного та націонал-соціалістичного (нацистського) тоталітарного режимів та заборону пропаганди їхньої символіки» та політики декомунізації України в Одесі, на батьківщині Юхима Фесенка було перейменовано декілька вулиць. Зокрема, було увічнено пам'ять Фесенка і його ім'ям було названо колишню вулицю Петровського.